# Woszczażnikowo (obwód wołogodzki)
Woszczażnikowo (ros. Вощажниково) – wieś (dieriewnia) w Rosji, w rejonie czerepowieckim obwodu wołogodzkiego. W 2010 r. liczyła 13 mieszkańców.